# Saint-Branchs
Saint-Branchs è un comune francese di 2 474 abitanti situato nel dipartimento dell'Indre e Loira nella regione del Centro-Valle della Loira.

## Società

### Evoluzione demografica
Abitanti censiti